# PKS 2000-330
PKS 2000-330 (ook bekend als QSO B2000-330) is een quasar die zich in het sterrenbeeld Boogschutter bevindt. Toen hij in 1982 werd ontdekt, was hij het verste object ooit ondekt. Vanwege de roodverschuiving van 3,77 heeft het licht van dit stelsel er naar schatting 11,7 miljard jaar over gedaan om de aarde te bereiken.